# Hommes du monde
Pour plus de détails, voir Fiche technique et Distribution.
Hommes du monde (titre original : In Society) est une comédie américaine, en noir et blanc, réalisée par Jean Yarbrough et Erle C. Kenton, sortie en 1944. Ce film met en scène le duo comique Abbott et Costello.
Le film suit deux plombiers, Eddie Harrington et Albert Mansfield, qui sont embauchés par Mr. Van Cleve, un homme de la haute société, pour réparer une fuite dans sa demeure. À la suite d'un quiproquo, ils sont pris pour des membres eux aussi de la haute société et se retrouvent invité à une réception de standing.

## Synopsis
Eddie Harrington et Albert Mansfield sont des plombiers qui reçoivent un appel au sujet d'une fuite dans la salle de bain privée de M. Van Cleve, un riche homme d'affaires. L'homme grincheux, alors que son costume de soirée est fin prêt, n'assiste pas à la réception donné chez lui mais à la place préfère se coucher. La fuite de la salle de bain le tient ainsi éveillé, mais pas le bal costumé que sa femme a organisé.
Eddie et Albert font appel à une amie, Elsie Hammerdingle, chauffeur de taxi, pour les emmener au manoir. Ils tentent dans un premier temps de réparer la fuite mais provoquent inondation de la pièce à la place. Ensuite, Peter Evans, un invité habillé en chauffeur de taxi, prend Elsie pour un autre invité costumé, malgré son insistance sur le fait qu'elle n'est vraiment qu'un chauffeur de taxi. Il finit par l'inviter à un autre événement de gala, le domaine Briarwood de Mme Winthrop, où un tableau précieux doit être dévoilé.
Mme Van Cleve avait l'intention d'envoyer à Eddie et Albert une lettre de plainte pour les ravages qu'ils ont infligés à sa maison. Cependant, elle est distraite pendant un moment en faisant son courrier, et leur envoie à la place sa propre invitation au dévoilement du tableau à Briarwood. Ils pensent que c'est une récompense pour un travail bien fait et y voient une chance de rencontrer d'autres clients fortunés. Albert, étant plombier, ne peut penser qu'à un outil de plomberie et est étonné de la valeur de la peinture. Cependant, un usurier nommé Drexel à qui ils doivent de l'argent car ils lui ont emprunté de l'argent pour démarrer leur entreprise et hésitent à le rembourser, exige qu'ils volent le tableau pendant qu'ils sont là-bas. Quand ils refusent de mettre en œuvre le plan, Drexel et Marlow, un chauffeur tordu à la fête, tentent de voler le tableau eux-mêmes. Lorsque la peinture est découverte pour être manquante, Gloria Winthrop, accuse Elsie, Eddie et Albert d'être les voleurs. Cependant, ils effacent leurs noms quand Eddie et Albert, dans un camion de pompiers, capturent Drexel et Marlow et récupèrent le tableau.
À la fin, certains invités affirment qu'Eddie et Albert ont volé leurs smokings et les deux compères sont pourchassés à travers un champ.

## Fiche technique
- Titre : Hommes du monde
- Titre original : In Society
- Réalisation : Jean Yarbrough, Erle C. Kenton (non crédité)
- Scénario : John Grant, Edmund Hartmann (en), Hal Fimberg, Hugh Wedlock Jr. et Howard Snyder
- Musique : Edgar Fairchild, Frank Skinner (non crédité)
- Directeur de la photographie : Jerome Ash
- Montage : Philip Cahn
- Direction artistique : John B. Goodman, Eugène Lourié
- Décors : Russell A. Gausman, Leigh Smith
- Costumes : Vera West
- Production : Edmund Hartmann (en), John Grant, Universal Pictures
- Pays d'origine :  États-Unis
- Genre : Comédie
- Durée : 74 minutes
- Dates de sortie :
  - États-Unis : 18 août 1944
  - France : 15 décembre 1948

## Distribution
- Bud Abbott : Eddie Harrington
- Lou Costello : Albert Mansfield
- Marion Hutton : Elsie Hammerdingle
- Kirby Grant : Peter Evans
- Ann Gillis : Gloria Winthrop
- Arthur Treacher : Pipps
- Thomas Gomez : Drexel
- George Dolenz : baron Sergel
- Steven Geray : comte Alexis
- Thurston Hall : M. Henry Van Cleve
- Nella Walker : Mme Van Cleve
- William B. Davidson : Parker

Acteurs non crédités
- Elvia Allman : veuve hystérique
- Margaret Irving : Mme Winthrop
- Ian Wolfe : majordome

## Récompenses et distinctions

### Nominations
- Saturn Award 2005 :
  - Saturn Award de la meilleure collection DVD (au sein du coffret The Best of Abbott and Costello, vol. 1-3)